# 意外保险
意外保险簡稱意外險，是一種保險，如果參保人因意外事故而死亡，保險公司會向死者家屬支付保險金。通常意外保险的保險費价格较低，有時客戶購買人壽保險時會附帶購買意外保险。